# Petrobrasaurus
Petrobrasaurus is een geslacht van sauropode dinosauriërs, behorend tot de groep van de Titanosauria, dat tijdens het late Krijt leefde in het gebied van het huidige Argentinië. De enige benoemde soort is Petrobrasaurus puestohernandezi.

## Vondst en naamgeving
Toen de Petrobras-oliemaatschappij in het begin van de eenentwintigste eeuw in het Puesto Hernández-olieveld een oliebron aanlegde bij Rincón de los Sauces, de PH 1597, werden er fossielen gevonden. In de herfst van 2006 en de lente van 2007 werden die opgegraven door een gecombineerd team van het Museo de Rincón de los Sauces, de Universidad El Comahue en de Universidad de Zaragoza.
De soort is in 2011 benoemd en beschreven door Leonardo Filippi, Jose Ignacio Canudo, Rodolfo García, Alberto Garrido, Leonardo Salgado, Ignacio Cerda en Alejandro Otero. De geslachtsnaam is afgeleid van die van de oliemaatschappij. De soortaanduiding verwijst naar het olieveld.
Het holotype, MAU-Pv-PH-449, is gevonden in de provincie Neuquén, in lagen van de Plottierformatie die dateert uit het Santonien, ongeveer 85 miljoen jaar oud. Het bestaat uit een fragmentarisch skelet zonder schedel omvattende stukken van drie middelste halswervels, nekribben, stukken van vijf ruggenwervels, ribben, zes voorste staartwervels, chevrons, beide borstbeenderen, het rechteropperarmbeen, vier linkermiddenhandsbeenderen, beide dijbeenderen, de bovenkant van het linkerscheenbeen, de onderkant van het rechterscheenbeen, de onderkant van het darmbeen en het linkerschaambeen. De botten behoren tot een enkel individu en waren verspreid over een oppervlak van zestig vierkante meter.

## Beschrijving
Petrobrasaurus is een grote sauropode met een lengte van ongeveer twintig meter en een heuphoogte van ruim vier meter. Het opperarmbeen is 1,2 meter lang, het dijbeen 157 centimeter.
De beschrijvers hebben enkele onderscheidende kenmerken weten vast te stellen, die alle bestaan uit details van de wervels. Op de ruggenwervels lopen achteraan twee richels van de bovenkant naar de diapofyse; de normaal kleinere beenrichel is hier de best ontwikkelde. Onderaan wijken de twee richels uiteen en ertussen bevindt zich een diepe cirkelvormige put; dit is vermoedelijk een uniek afgeleid kenmerk of autapomorfie. De grootste richel raakt de richel die naar de parapofyse loopt en deze laatste loopt dan vanaf dat punt nog verder uit in een robuuste schuine rand die naar boven toe verbreedt. Tussen deze laatste richel en de bovenrand van de pleurocoel, de zijdelingse werveluitholling, bevindt zich hol oppervlak; dit is opnieuw een autapomorfie. In doorsnede zijn de richels op de wervelboog T-vormig. Op de staartwervel bevindt zich een diepe groeve tussen de richel die van het voorste werveluitsteeksel naar het doornuitsteeksel loopt en het achterste werveluitsteeksel; deze groeve is zelf ingekerfd door kleinere groeven. De richel vóór het doornuitsteeksel is hierbovenop verdikt. Aan de basis van deze richels bevinden zich kleine cirkelvormige putten. De richel die op de staartwervels van het voorste werveluitsteeksel naar het doornuitsteeksel loopt is weer T-vormig verbreed.
Het opperarmbeen is vrij slank en recht, voorzien van een sterk naar het midden gekeerde deltopectotale kam.

## Fylogenie
De beschrijvers plaatsten Petrobrasaurus in de Titanosauria. Petrobrasaurus lijkt in algemene bouw sterk op Mendozasaurus, een lid van de Lognkosauria. In een exacte cladistische analyse echter leverde het toevoegen van de gegevens van  Petrobrasaurus slechts een polytomie op, een onoplosbare kam van afstammingstakken, aan de basis van Eutitanosauria. De beschrijvers concludeerden hieruit dat de soort niet verder gedetermineerd kon worden dan een Titanosauria incertae sedis.